# Le Père Jacques
Le Père Jacques est un tableau réalisé par le peintre français Jules Bastien-Lepage en 1881. Cette huile sur toile est une scène de genre qui représente un homme en train de porter sur ses épaules une lourde charge de bois, dans une forêt où le précède une enfant occupée à cueillir des fleurs minuscules. Exposée au Salon de 1882, à Paris, l'œuvre est, depuis le don de la veuve de Edward P. Allis (en), conservée au Milwaukee Art Museum, à Milwaukee, dans le Wisconsin, aux États-Unis.

## Description et analyse
Cette composition est construite de plusieurs oppositions, : celle des branches mortes horizontales du fagot et bâton dans le dos porté par le vieillard et les troncs verticaux des arbres de la forêt ; celle des protagonistes, entre l'enfant jeune et le vieillard, leurs postures, entre fatigue sous la charge et insouciance joyeuse, les couleurs sombres de l'habit du vieillard  qui se fond dans le décor,  et le bleu de la robe de la fillette en teinte complémentaire de l'orange présent dans la totalité de ce sous-bois d'automne, un bleu déjà un peu présent dans le ciel entrevu à travers les arbres du coteau de la colline. Une palette complétée par les feuilles d'un vert cru du premier plan renforçant une dernière opposition entre vie et mort du feuillage, jeunesse et vieillesse des protagonistes comme leurs regards, droit vers le spectateur pour le vieillard, détourné occupé à sa cueillette pour la fillette.